# Boris Gurevich (luchador, 1937)
Boris Gurevich (Kiev, República Socialista Soviética de Ucrania, Unión Soviética, 2 de febrero de 1937 - Deerfield, Illinois, Estados Unidos, 12 de noviembre de 2020) fue un luchador olímpico soviético que llegó a ser campeón olímpico en México 1968.

## Carrera deportiva
En los Juegos Olímpicos de 1968 celebrados en México ganó la medalla de oro en lucha libre olímpica estilo peso medio, por delante del luchador mongol Jigjidiin Mönkhbat (plata) y del búlgaro Prodan Gardzhev (bronce).
Un año después, se graduó de la Universidad Nacional de Ucrania en Educación Física y Deporte. Fue miembro del Partido Comunista de la Unión Soviética desde 1976 hasta su disolución en 1991.
Fue introducido al Salón de la Fama del Deporte Judío Internacional en 1982.
La figura de Boris Gurevich sirvió de modelo para la escultura alegórica del escultor soviético Yevgeny Vuchetich "Espadas en arados", instalada en 1957 en Nueva York cerca del edificio de la ONU.